# 3426 Seki
3426 Seki este un asteroid din centura principală, descoperit pe 5 februarie 1932 de Karl Reinmuth.